# Ludwig Erk

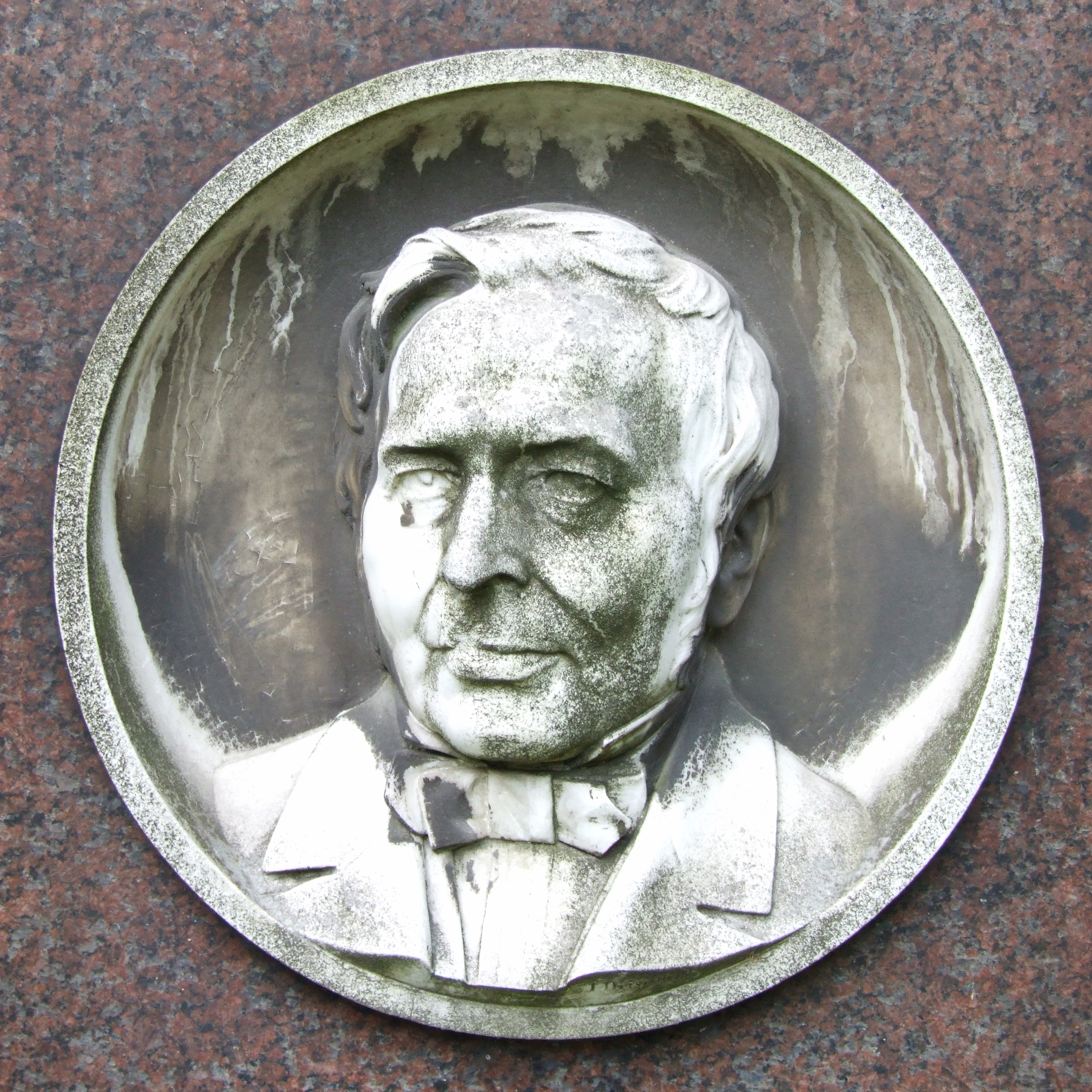
Porträttrelief från Ludwig Erks gravsten.

Ludwig Christian Erk, född 6 januari 1807, död 25 november 1883, var en tysk musiker.
Erik var seminariemusiklärare i Moers och i Berlin, där han grundade Erkscher Männergesangverein och Erkscher Gesangverein für gemischten Chor. Erk inlade stora förtjänster som utforskare och odlare av den tyska folkvisan och utgav talrika sångböcker för skolor och föreningar samt folkvisesamlingar. Främst bland dessa märks Deutscher Liederhort (1856, en ny, bearbetad och fortsatt utgåva av Franz Magnus Böhme 1925).